# IC 5305
IC 5305 ist eine Spiralgalaxie vom Hubble-Typ S im Sternbild Pegasus am Nordsternhimmel. Sie ist schätzungsweise 476 Millionen Lichtjahre von der Milchstraße entfernt und hat einen Durchmesser von etwa 55.000 Lj.

Im selben Himmelsareal befinden sich u. a. die Galaxien NGC 7594, NGC 7595, IC 5306, IC 5307.
Das Objekt wurde am 26. Oktober 1897 von Hermann Kobold entdeckt.